# Peugeot 406
Peugeot 406 je osobní automobil střední třídy francouzské automobilky Peugeot.

## Popis
V říjnu 1995 se stal nástupcem modelu Peugeot 405. K původnímu sedanu později přibyla i karosářská verze kombi s označením Break a roku 1997 i Coupé.
V roce 1999 přišel na řadu facelift obsahující mimo jiné čirou optiku předních světel, či přepracování zadní partie. Novinkou byla též multiplexní palubní elektrická síť.
Přednostmi Peugeotu 406 byl solidní podvozek, dobré bezpečnostní vybavení, prostornost a cena. Širokou paletu motorizace zajišťovaly benzínové jednotky o objemech 1.6, 1.8, 2.0, 2.2 a šestiválec 3.0. Naftové verze byly 1.9, 2.1 a po faceliftu pak přišly i špičkové dieselové motory HDI 2.0 a 2.2. Ve své době byl Peugeot 406 lehce nedoceněn, nebyl častým vítězem autotestů, avšak nabízel oproti německé konkurenci velice komfortní svezení a také příjemný design jak exteriéru, tak interiéru. Vyráběn byl do roku 2004 (Coupé do roku 2005), kdy jej nahradil Peugeot 407.
Vozidlo hrálo jednu z hlavních rolí ve francouzské sérii filmů Taxi od Luca Bessona.

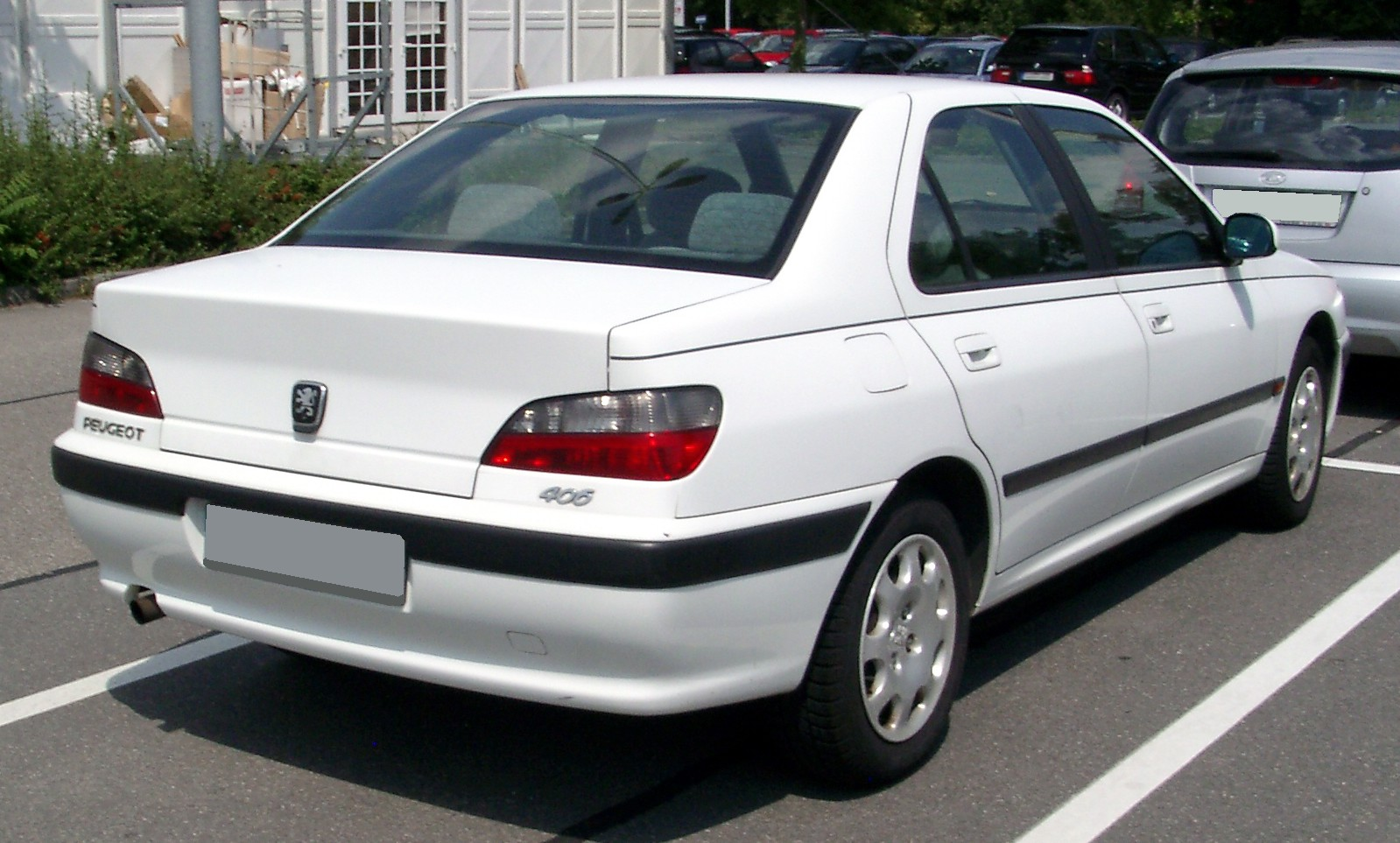
Peugeot 406 (1995–1999)
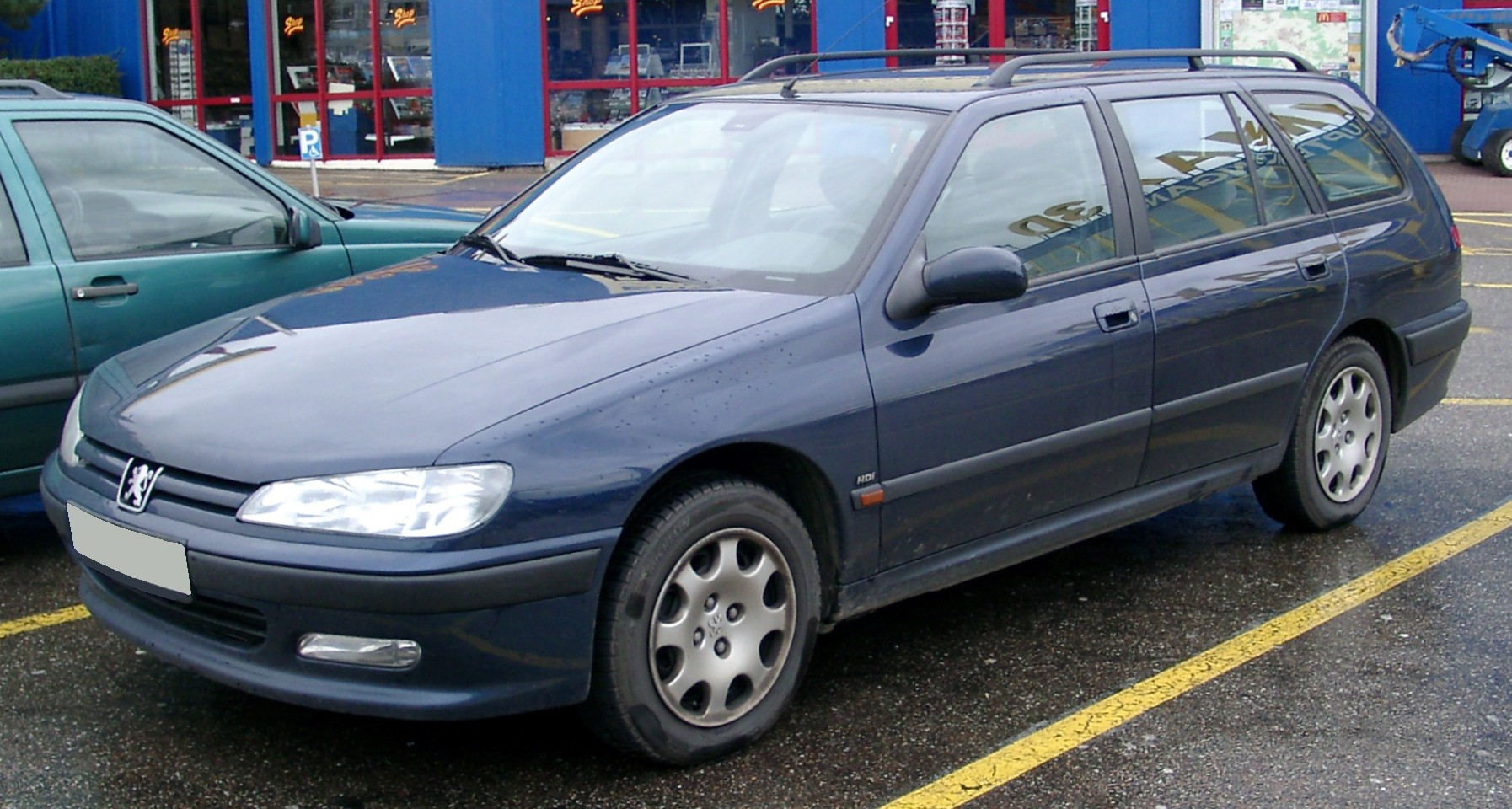
Peugeot 406 Break (1996–1999)
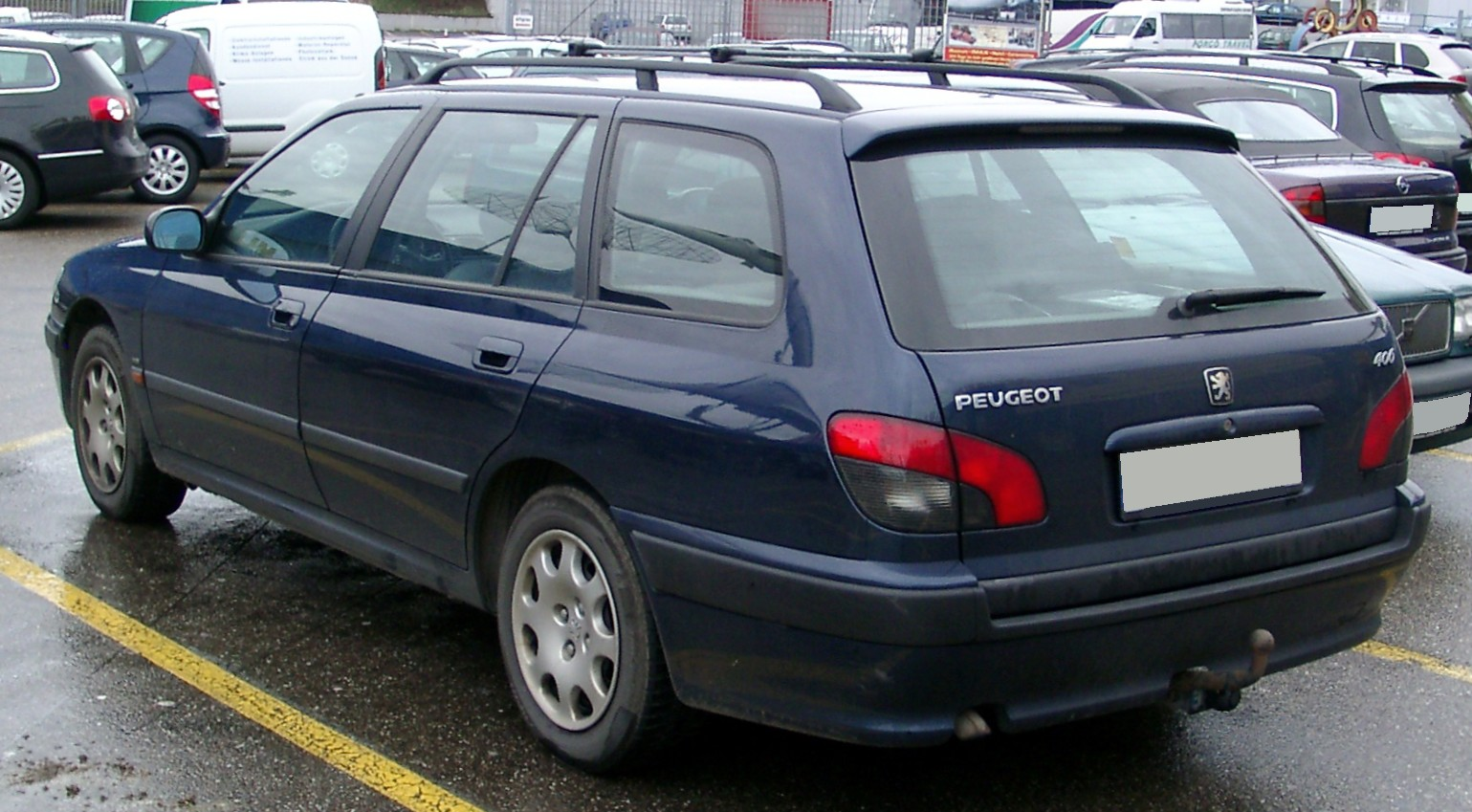
Peugeot 406 Break (1996–1999)

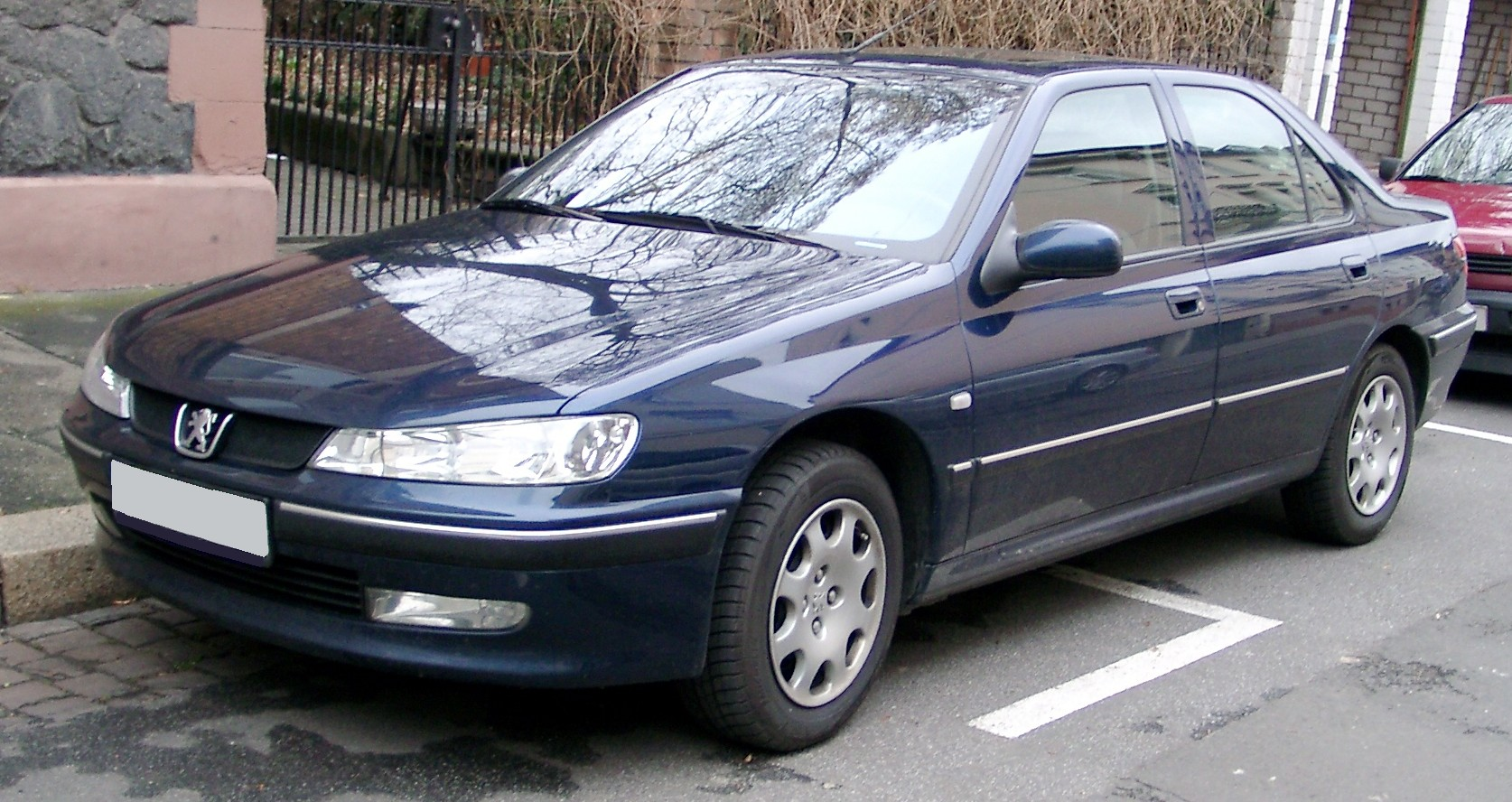
Peugeot 406 (1999–2004)
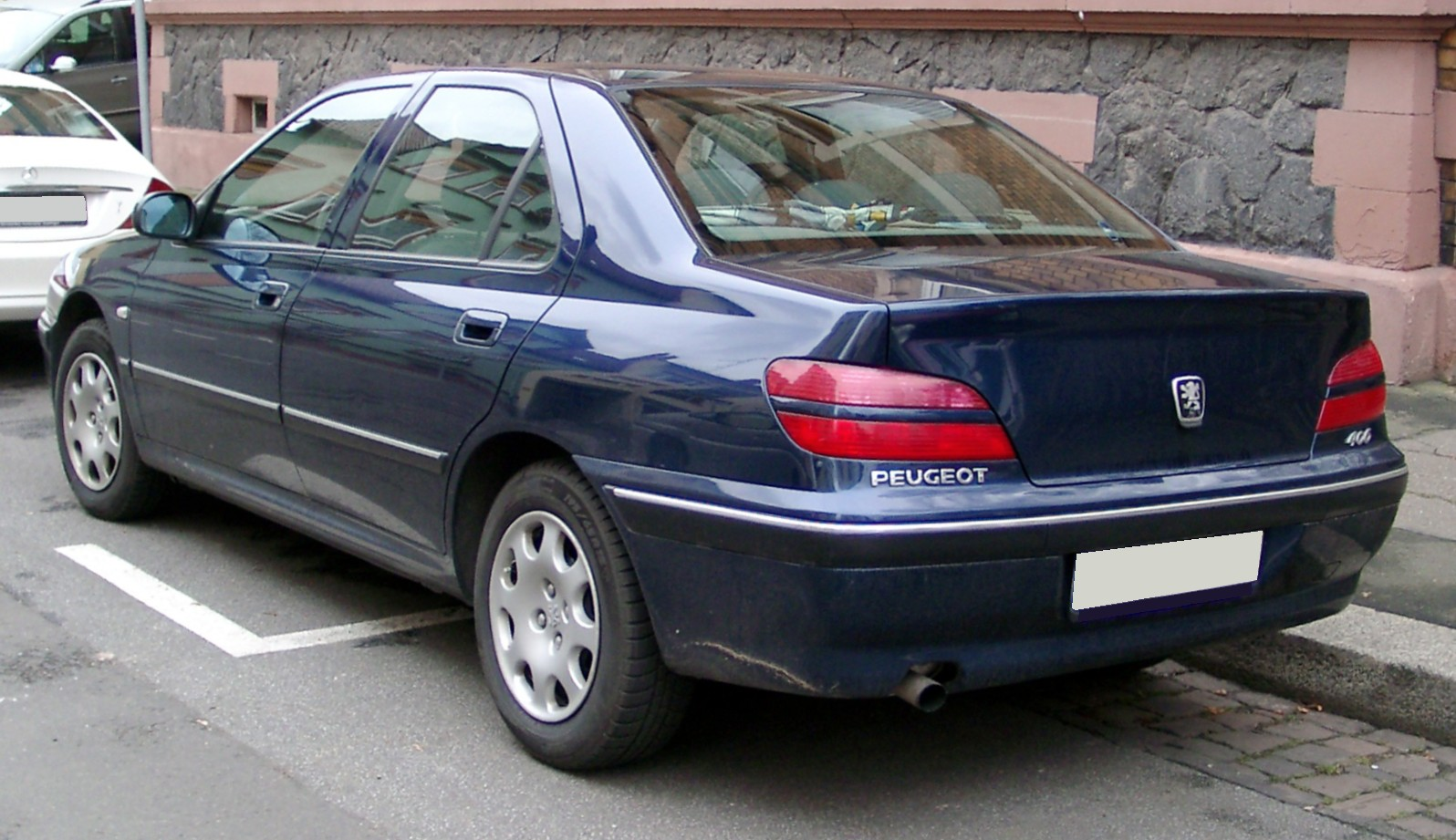
Peugeot 406 (1999–2004)
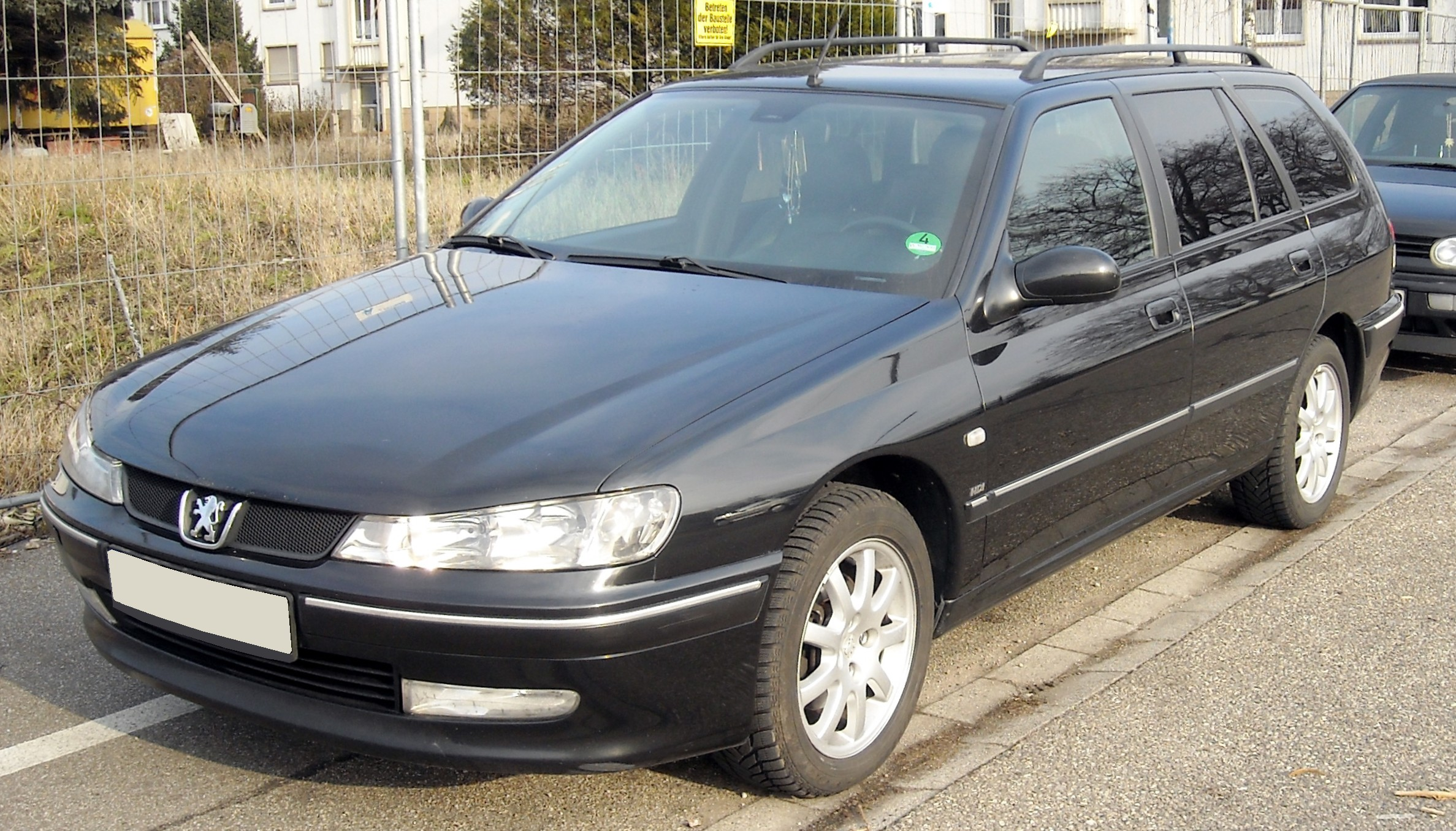
Peugeot 406 Break (1999–2004)
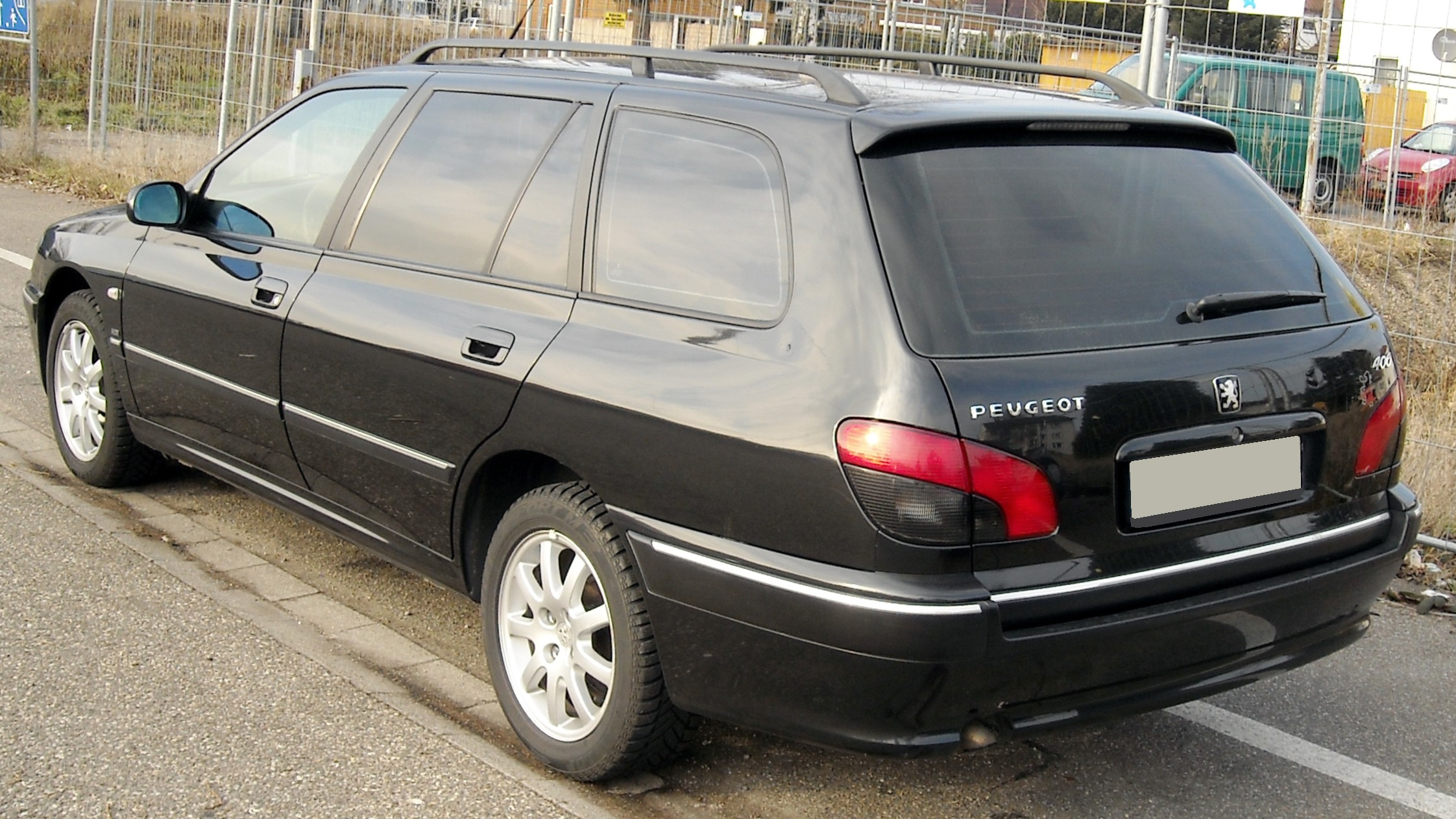
Peugeot 406 Break (1999–2004)
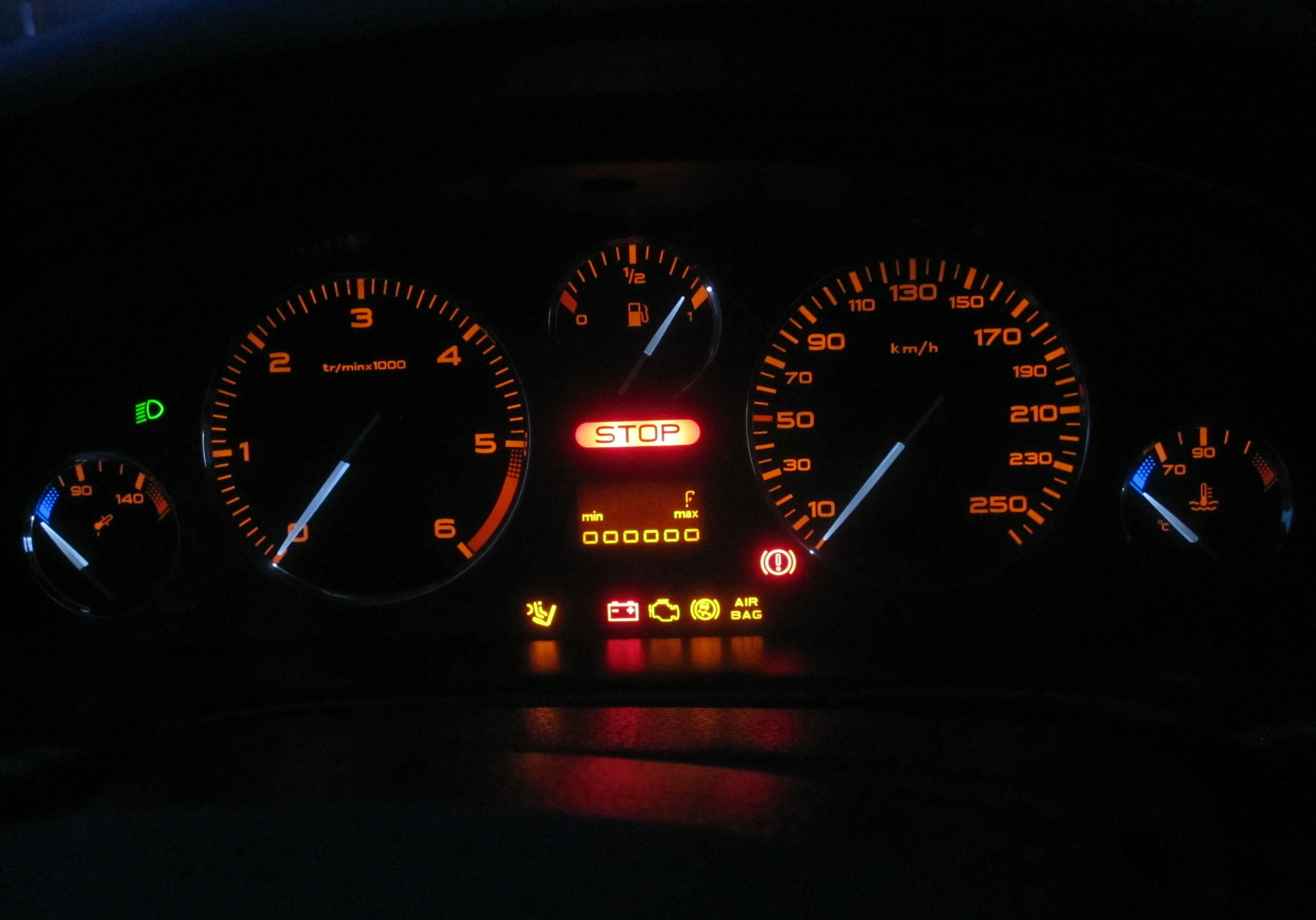
Přístrojová deska faceliftovaného modelu (zde s motorem HDi)

## Vnější rozměry
- Délka: 4555 (sedan), 4736 mm (Break), 4615 mm (Coupé)
- Šířka: 1764 (sedan a Break), 1780 mm (Coupé)
- Výška: 1396 (sedan), 1450 mm (Break), 1354 (Coupé)
- Rozvor: 2700 mm (pro všechny verze)

## Bezpečnost
V roce 1997 prošla čtyřistašestka ve verzi sedan nárazovými testy Euro NCAP. Za ochranu posádky při čelním nárazu obdržela 5 bodů (31,0%) a při bočním nárazu 10 bodů (56,0%). S celkovým výsledkem 15 bodů tak obdržela 2 z 5 hvězdiček. V testu ohleduplnosti vůči chodcům byl vůz ohodnocen dvěma ze čtyř možných hvězdiček.
O čtyři roky, v roce 2001, prošel sedan nárazovými testy znovu. Za ochranu posádky při čelním nárazu obdržel tentokrát 8 bodů (50,0%) a při bočním nárazu opět 10 bodů (56,0%), což ve výsledku znamenalo zisk 18 bodů a tří z pěti hvězdiček, v testu ohleduplnosti vůči chodcům pak 14 bodů (39,0%), tedy 2 ze 4 hvězdiček.

## Motorizace
Zpočátku výroby se vůz nabízel s litinovými zážehovými šestnáctiventilovými řadovými čtyřválci řady XU, a sice 1,8i 16V s výkonem 81 kW a 2,0i 16V 97 kW. Nabídku naftových jednotek pak obstarávaly tzv. „komůrkové“ motory s nepřímým vstřikováním nafty. Základ tvořila jednotka 1,9 SD 55 kW s nízkotlakým přeplňováním bez mezichadiče plnicího vzduchu, ty výkonnější pak 1,9 TD 66 a 68 kW a dvanáctiventilový 2,1 TD, který nabízel 80 kW. O rok později přibyl do nabídky pro sedan nový základní benzínový agregát o objemu 1,6 litru s výkonem 65 kW. S příchodem combi v roce 1997 se rozrostla i paleta nabízených pohonných jednotek o přeplňovaný motor 2,0i Turbo 108 kW s nízkotlakým turbodmychadlem a vrcholný třílitrový vidlicový šestiválec řady ES s výkonem 140 kW. V tomto roce byla ještě modernizována původní osmnáctistovka, které byl snížen počet ventilů z 16 na 8. Dostala přímé vstřikování paliva a výkon 66 kW. Ještě téhož roku se do výroby dostalo dvoudveřové Coupé, pod jehož kapotou se nacházel již zmíněný atmosférický dvoulitr a samozřejmě o litr objemnější šestiválec.
V roce 1998 se do nabídky dostal zcela nový dieselový motor HDi (High pressure Direct Injection) se systémem vstřikování paliva Common rail, konkrétně 2,0 HDi 80 kW.
Přehled motorů (1995–1999)
| Model           | Motorová řada   | Kód motoru      | Počet válců     | Počet ventilů   | Ventilový rozvod | Vrtání × zdvih [mm] | Zdvihový objem [cm3] | Přeplňování     | Max. výkon [kW (k) při ot./min] | Max. točivý moment [Nm při ot./min] | Převodovka      | Zrychlení (0–100 km/h) [s] | Max. rychlost [km/h] | Karoserie           |
| Zážehové motory | Zážehové motory | Zážehové motory | Zážehové motory | Zážehové motory | Zážehové motory  | Zážehové motory     | Zážehové motory      | Zážehové motory | Zážehové motory                 | Zážehové motory                     | Zážehové motory | Zážehové motory            | Zážehové motory      | Zážehové motory     |
| --------------- | --------------- | --------------- | --------------- | --------------- | ---------------- | ------------------- | -------------------- | --------------- | ------------------------------- | ----------------------------------- | --------------- | -------------------------- | -------------------- | ------------------- |
| 1,6i            | XU5 JP          | BFZ             | R4              | 8V              | SOHC             | 83,0 × 73,0         | 1580                 | ne              | 65 (88) při 6000                | 130 při 2600                        | 5° M            | 15,3                       | 175                  | sedan               |
| 1,8i            | XU7 JB          | LFX             | R4              | 8V              | SOHC             | 83,0 × 81,4         | 1761                 | ne              | 66 (90) při 5000                | 147 při 2600                        | 5° M            | 14,6                       | 181                  | sedan, combi        |
| 1,8i            | XU7 JP/K        | L6A             | R4              | 8V              | SOHC             | 83,0 × 81,4         | 1761                 | ne              | 70 (95) při 6000                | 142 při 3000                        | 5° M            | –                          | –                    | sedan, combi        |
| 1,8i 16V        | XU7 JP4         | LFY             | R4              | 16V             | DOHC             | 83,0 × 81,4         | 1761                 | ne              | 81 (110) při 5500               | 155 při 4250                        | 5° M (4° A)     | 12,4 (14,7)                | 194 (192)            | sedan, combi        |
| 2,0i 16V        | XU10 J4R        | RFV             | R4              | 16V             | DOHC             | 86,0 × 86,0         | 1998                 | ne              | 97 (132) při 5500               | 180 při 4200                        | 5° M (4° A)     | 11,0 (14,1)                | 203 (203)            | sedan, combi, coupé |
| 2,0i 16V        | XU10 J4R/K      | R6E             | R4              | 16V             | DOHC             | 86,0 × 86,0         | 1998                 | ne              | 90 (122) při 5500               | 172 při 4200                        | 5° M (4° A)     | –                          | –                    | sedan, combi        |
| 2,0i Turbo      | XU10 J2TE       | RGX             | R4              | 8V              | SOHC             | 86,0 × 86,0         | 1998                 | T, IC           | 108 (147) při 5300              | 235 při 2500                        | 5° M            | 10,3                       | 210                  | sedan, combi        |
| 3,0i V6 24V     | ES9 J4          | XFZ             | V6              | 24V             | 2 × DOHC         | 87,0 × 82,6         | 2946                 | ne              | 140 (190) při 5500              | 267 při 4000                        | 5° M (4° A)     | 8,2 (9,7)                  | 232 (227)            | sedan, combi, coupé |
| Vznětové motory |                 |                 |                 |                 |                  |                     |                      |                 |                                 |                                     |                 |                            |                      |                     |
| 1,9 SD          | XUD9 SD         | DHW             | R4              | 8V              | SOHC             | 83,0 × 88,0         | 1905                 | T               | 55 (75) při 4600                | 135 při 2250                        | 5° M            | 17,9                       | 164                  | sedan, combi        |
| 1,9 TD          | XUD9 TE         | D8B             | R4              | 8V              | SOHC             | 83,0 × 88,0         | 1905                 | T, IC           | 68 (92) při 4000                | 196 při 2250                        | 5° M            | 14,5                       | 177                  | sedan, combi        |
| 1,9 TD          | XUD9 TE         | DHY             | R4              | 8V              | SOHC             | 83,0 × 88,0         | 1905                 | T, IC           | 68 (92) při 4000                | 196 při 2250                        | 5° M            | 14,5                       | 177                  | sedan, combi        |
| 1,9 TD          | XUD9 TE         | DHX             | R4              | 8V              | SOHC             | 83,0 × 88,0         | 1905                 | T, IC           | 66 (90) při 4000                | 196 při 2250                        | 5° M            | 14,5                       | 177                  | sedan, combi        |
| 2,0 HDi         | DW10 ATED       | RHZ             | R4              | 8V              | SOHC             | 85,0 × 88,0         | 1997                 | T, IC           | 80 (109) při 4000               | 250 při 1750                        | 5° M (4° A)     | 12,5 (13,9)                | 191 (188)            | sedan, combi        |
| 2,1 TD 12V      | XUD11 BTE       | P8C             | R4              | 12V             | SOHC             | 85,0 × 92,0         | 2088                 | T, IC           | 80 (109) při 4300               | 250 při 2000                        | 5° M            | 12,5                       | 190                  | sedan, combi        |

Po faceliftu modelu se nabídka agregátů rozšířila o nové hliníkové motory řady EW, které byly o několik desítek kg lehčí než motory řady XU. Jednalo se o 1,8i 16V 85 kW a 2,0i 16V 99 kW, který však byl zanedlouho z důvodu zavedení emisní normy Euro 3 nahrazen verzí se dvěma lambda sondami a o 1 kilowatt vyšším výkonem. Z nabídky se také s příchodem normy Euro 3 definitivně vytratily motory řady XU. Naopak přibyl ještě nový motor 2,2i 16V 116 kW s variabilním časováním sacích ventilů a vyvažovacími hřídeli, které omezují vibrace motoru. Úprav se dočkal i třílitr, který dostal variabilní časování sacích ventilů, samostatnou zapalovací cívku pro každý válec a pro plnění přísnější emisní normy dva katalyzátory výfukových plynů a čtyři lambda sondy (slabší varianta má po jednom katalyzátoru i lambda sondě). Jeho výkon vzrostl o 12 kW a točivý moment o 18 Nm.
K původnímu motoru HDi přibyly ještě dva, a to 2,0 HDi 66 kW (bez mezichladiče plnicího vzduchu) a šestnáctiventilový 2,2 HDi 98 kW s turbodmychadlem s variabilní geometrií lopatek, filtrem pevných částic a vyvažovacími hřídeli. Původní dvoulitr dostal posléze též filtr pevných částic a jeho výkon klesl o jeden kilowatt. Vůz se dočkal i nového zážehového motoru s přímým vstřikem 2,0 HPi (High Pressure direct Injection) 103 kW, známého též z první generace Citroënu C5. Tato jednotka se vyznačovala především nízkými emisemi výfukových zplodin, v České republice se ale prakticky nevyskytuje.
Společnými znaky všech motorů jsou vodní chlazení a pohon rozvodů pomocí řemene.
Přehled motorů (1999–2004)
| Model           | Motorová řada   | Kód motoru      | Počet válců     | Počet ventilů   | Ventilový rozvod | Vrtání × zdvih [mm] | Zdvihový objem [cm3] | Přeplňování     | Max. výkon [kW (k) při ot./min] | Max. točivý moment [Nm při ot./min] | Převodovka      | Zrychlení (0–100 km/h) [s] | Max. rychlost [km/h] | Karoserie           |
| Zážehové motory | Zážehové motory | Zážehové motory | Zážehové motory | Zážehové motory | Zážehové motory  | Zážehové motory     | Zážehové motory      | Zážehové motory | Zážehové motory                 | Zážehové motory                     | Zážehové motory | Zážehové motory            | Zážehové motory      | Zážehové motory     |
| --------------- | --------------- | --------------- | --------------- | --------------- | ---------------- | ------------------- | -------------------- | --------------- | ------------------------------- | ----------------------------------- | --------------- | -------------------------- | -------------------- | ------------------- |
| 1,8i            | XU7 JB          | LFX             | R4              | 8V              | SOHC             | 83,0 × 81,4         | 1761                 | ne              | 66 (90) při 5000                | 147 při 2600                        | 5° M            | 14,6                       | 181                  | sedan, combi        |
| 1,8i 16V        | XU7 JP4         | LFY             | R4              | 16V             | DOHC             | 83,0 × 81,4         | 1761                 | ne              | 81 (110) při 5500               | 155 při 4250                        | 5° M (4° A)     | 12,4 (14,7)                | 194 (192)            | sedan, combi        |
| 1,8i 16V        | EW7 J4          | 6FZ             | R4              | 16V             | DOHC             | 82,7 × 81,4         | 1749                 | ne              | 85 (115) při 5500               | 160 při 4000                        | 5° M (4° A)     | 11,3 (14,6)                | 197 (193)            | sedan, combi        |
| 2,0i 16V        | EW10 J4         | RFR             | R4              | 16V             | DOHC             | 85,0 × 88,0         | 1997                 | ne              | 99 (135) při 6000               | 190 při 4100                        | 5° M (4° A)     | 10,8 (12,4)                | 208 (201)            | sedan, combi, coupé |
| 2,0i 16V        | EW10 J4         | RFN             | R4              | 16V             | DOHC             | 85,0 × 88,0         | 1997                 | ne              | 100 (136) při 6000              | 190 při 4100                        | 5° M (4° A)     | 10,8 (12,4)                | 208 (201)            | sedan, combi, coupé |
| 2,0i 16V        | EW10 J4         | R6F             | R4              | 16V             | DOHC             | 85,0 × 88,0         | 1997                 | ne              | 100 (136) při 6000              | 190 při 4100                        | 5° M            | 10,8                       | 208                  | sedan, combi        |
| 2,0 HPi 16V     | EW10 D          | RLZ             | R4              | 16V             | DOHC             | 85,0 × 88,0         | 1997                 | ne              | 103 (140) při 6000              | 192 při 4000                        | 5° M            | 9,9                        | 210                  | sedan, combi        |
| 2,2i 16V        | EW12 J4         | 3FZ             | R4              | 16V             | DOHC             | 86,0 × 96,0         | 2230                 | ne              | 116 (158) při 5650              | 217 při 3900                        | 5° M            | 9,4                        | 214                  | sedan, combi, coupé |
| 3,0i V6 24V     | ES9 J4S         | XFX             | V6              | 24V             | 2 × DOHC         | 87,0 × 82,6         | 2946                 | ne              | 152 (207) při 6000              | 285 při 3750                        | 5° M (4° A)     | 8,2 (9,6)                  | 240 (232)            | sedan, combi, coupé |
| Vznětové motory |                 |                 |                 |                 |                  |                     |                      |                 |                                 |                                     |                 |                            |                      |                     |
| 2,0 HDi         | DW10 TD         | RHY             | R4              | 8V              | SOHC             | 85,0 × 88,0         | 1997                 | T               | 66 (90) při 4000                | 205 při 1900                        | 5° M            | 13,0                       | 180                  | sedan, combi        |
| 2,0 HDi         | DW10 ATED       | RHZ             | R4              | 8V              | SOHC             | 85,0 × 88,0         | 1997                 | T, IC           | 80 (109) při 4000               | 250 při 1750                        | 5° M (4° A)     | 12,5 (13,9)                | 191 (188)            | sedan, combi        |
| 2,0 HDi FAP     | DW10 ATED       | RHS             | R4              | 8V              | SOHC             | 85,0 × 88,0         | 1997                 | T, IC           | 79 (107) při 4000               | 250 při 1750                        | 5° M (4° A)     | 12,5 (13,9)                | 191 (188)            | sedan, combi        |
| 2,2 HDi 16V FAP | DW12 TED4       | 4HX             | R4              | 16V             | DOHC             | 85,0 × 96,0         | 2179                 | VGT, IC         | 98 (133) při 4000               | 314 při 2000                        | 5° M            | 10,2                       | 205                  | sedan, combi, coupé |

## Spolehlivost
Spolehlivost tohoto modelu byla na vysoké úrovni. Mezi nejčastější závady patří koroze výfukového potrubí, přehřátí motoru, předčasné opotřebení brzd a jejich zatuhnutí (přestanou se vracet a začnou se přehřívat), spojky a tlumičů. Vlivem zanedbané údržby nezřídka docházelo k přetržení rozvodového řemene (hlavně u motoru 1,8i 16V 81 kW). Ostatní zážehové motory závažnějšími problémy netrpěly, občas se jen u motorů řady EW objevovaly potíže se škrticí klapkou a nepravidelným chodem. Motor 2,1 TD 12V často trápily úniky motorového oleje, agregáty HDi se zase potýkaly s vadnými vstřikovači nafty a tlumiči torzních kmitů. U vozů vyrobených těsně po faceliftu v roce 1999 byla častým zdrojem problémů multiplexní elektrická síť. Jinak ovšem tento Peugeot platí za vysoce spolehlivý.
Ve statistikách spolehlivosti podle německé TÜV se model vyskytuje v období let 2004 až 2014.
| Statistika spolehlivosti podle TÜV | Statistika spolehlivosti podle TÜV | Statistika spolehlivosti podle TÜV | Statistika spolehlivosti podle TÜV | Statistika spolehlivosti podle TÜV | Statistika spolehlivosti podle TÜV | Statistika spolehlivosti podle TÜV | Statistika spolehlivosti podle TÜV | Statistika spolehlivosti podle TÜV | Statistika spolehlivosti podle TÜV | Statistika spolehlivosti podle TÜV | Statistika spolehlivosti podle TÜV | Statistika spolehlivosti podle TÜV | Statistika spolehlivosti podle TÜV | Statistika spolehlivosti podle TÜV | Statistika spolehlivosti podle TÜV |
|                                    | Stáří vozidel 2–3 roky*)           | Stáří vozidel 2–3 roky*)           | Stáří vozidel 2–3 roky*)           | Stáří vozidel 4–5 let              | Stáří vozidel 4–5 let              | Stáří vozidel 4–5 let              | Stáří vozidel 6–7 let              | Stáří vozidel 6–7 let              | Stáří vozidel 6–7 let              | Stáří vozidel 8–9 let              | Stáří vozidel 8–9 let              | Stáří vozidel 8–9 let              | Stáří vozidel 10–11 let            | Stáří vozidel 10–11 let            | Stáří vozidel 10–11 let            |
| Rok reportu                        | vážné závady                       | průměr                             | umístění                           | vážné závady                       | průměr                             | umístění                           | vážné závady                       | průměr                             | umístění                           | vážné závady                       | průměr                             | umístění                           | vážné závady                       | průměr                             | umístění                           |
| ---------------------------------- | ---------------------------------- | ---------------------------------- | ---------------------------------- | ---------------------------------- | ---------------------------------- | ---------------------------------- | ---------------------------------- | ---------------------------------- | ---------------------------------- | ---------------------------------- | ---------------------------------- | ---------------------------------- | ---------------------------------- | ---------------------------------- | ---------------------------------- |
| 2004                               | 8,1%                               | 5,6%                               | 98./ 113                           | 10,7%                              | 10,9%                              | 58./ 103                           | 12,5%                              | 16,7%                              | 30./ 85                            | –                                  | –                                  | –                                  | –                                  | –                                  | –                                  |
| 2005                               | 9,9%                               | 6,5%                               | 95./ 110                           | 12,8%                              | 11,3%                              | 69./ 105                           | 15,4%                              | 17,0%                              | 40./ 87                            | –                                  | –                                  | –                                  | –                                  | –                                  | –                                  |
| 2006                               | 10,6%                              | 6,6%                               | 98./ 107                           | 11,9%                              | 11,2%                              | 60./ 106                           | 16,4%                              | 17,2%                              | 51./ 97                            | 17,9%                              | 22,7%                              | 24./ 78                            | –                                  | –                                  | –                                  |
| 2007                               | 11,2%                              | 5,9%                               | 107./ 113                          | 13,0%                              | 10,7%                              | 78./ 107                           | 16,3%                              | 15,8%                              | 62./ 96                            | 19,5%                              | 21,4%                              | 40./ 82                            | –                                  | –                                  | –                                  |
| 2008                               | 7,0%                               | 4,8%                               | 98./ 116                           | 11,3%                              | 8,9%                               | 83./ 111                           | 14,2%                              | 13,3%                              | 60./ 99                            | 17,2%                              | 18,1%                              | 47./ 88                            | 18,1%                              | 22,5%                              | 20./ 72                            |
| 2009                               | –                                  | –                                  | –                                  | 12,0%                              | 9,3%                               | 89./ 109                           | 14,3%                              | 14,0%                              | 53./ 94                            | 18,6%                              | 18,3%                              | 51./ 87                            | 19,9%                              | 23,3%                              | 21./ 68                            |
| 2010                               | –                                  | –                                  | –                                  | –                                  | –                                  | –                                  | –                                  | –                                  | –                                  | 20,3%                              | 19,2%                              | 36./ 79                            | 21,8%                              | 24,1%                              | 26./ 75                            |
| 2011                               | –                                  | –                                  | –                                  | –                                  | –                                  | –                                  | 20,5%                              | 16,7%                              | 75./ 98                            | 20,3%                              | 21,4%                              | 36./ 79                            | 24,8%                              | 26,0%                              | 29./ 72                            |
| 2012                               | –                                  | –                                  | –                                  | –                                  | –                                  | –                                  | –                                  | –                                  | –                                  | 24,4%                              | 22,2%                              | 56./ 88                            | 25,4%                              | 26,8%                              | 33./ 77                            |
| 2013                               | –                                  | –                                  | –                                  | –                                  | –                                  | –                                  | –                                  | –                                  | –                                  | 25,3%                              | 23,0%                              | 58./ 87                            | 28,2%                              | 27,6%                              | 38./ 69                            |
| 2014                               | –                                  | –                                  | –                                  | –                                  | –                                  | –                                  | –                                  | –                                  | –                                  | –                                  | –                                  | –                                  | 34,9%                              | 33,3%                              | 47./ 78                            |

*) V roce 2004 byla kategorie stáří vozidel 1–3 roky.

## Peugeot 406 Coupé (8C; 1997–2005)
V roce 1997 navrhlo italské designové studio Pininfarina krásné Coupé 406, které se ještě téhož roku dostalo do prodeje. Vyráběno bylo v továrně Pininfarina ve městě San Giorgio Canavese, ležícího poblíž Turína.
Roku 1999 prošel vůz mírným faceliftem. V jeho rámci dostal např. přední světlomety s čirou optikou. V roce 2003 se automobil dočkal výraznějšího faceliftu, který se nejvýrazněji dotkl předního nárazníku ve stylu budoucího Peugeotu 407. Uvnitř vozu byly použity novější materiály, nechyběly ani doplňky z broušeného hliníku.
Celkem bylo vyrobeno 107 631 kusů.

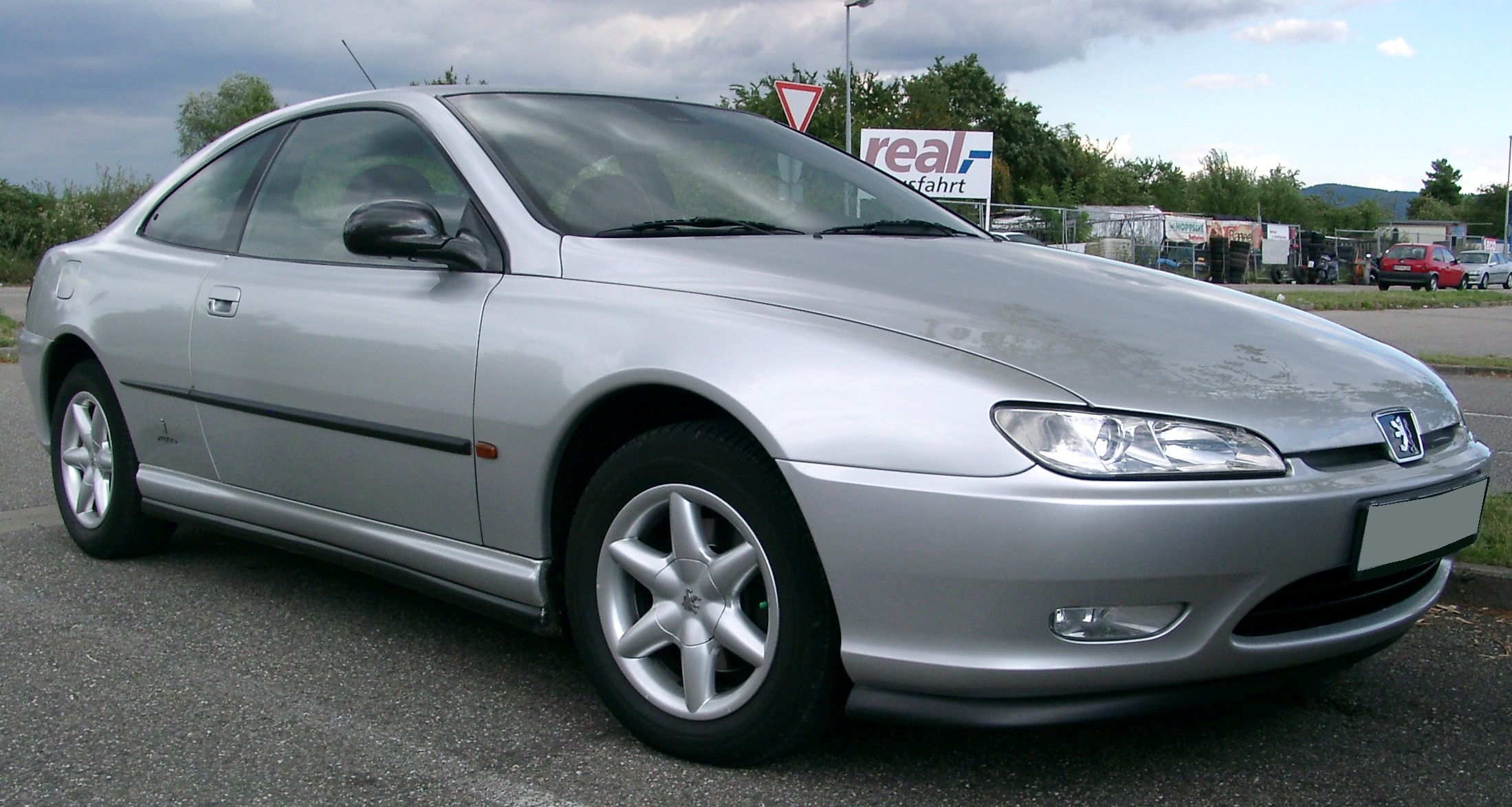
Peueot 406 Coupé (1997–1999) Šedá Thallium
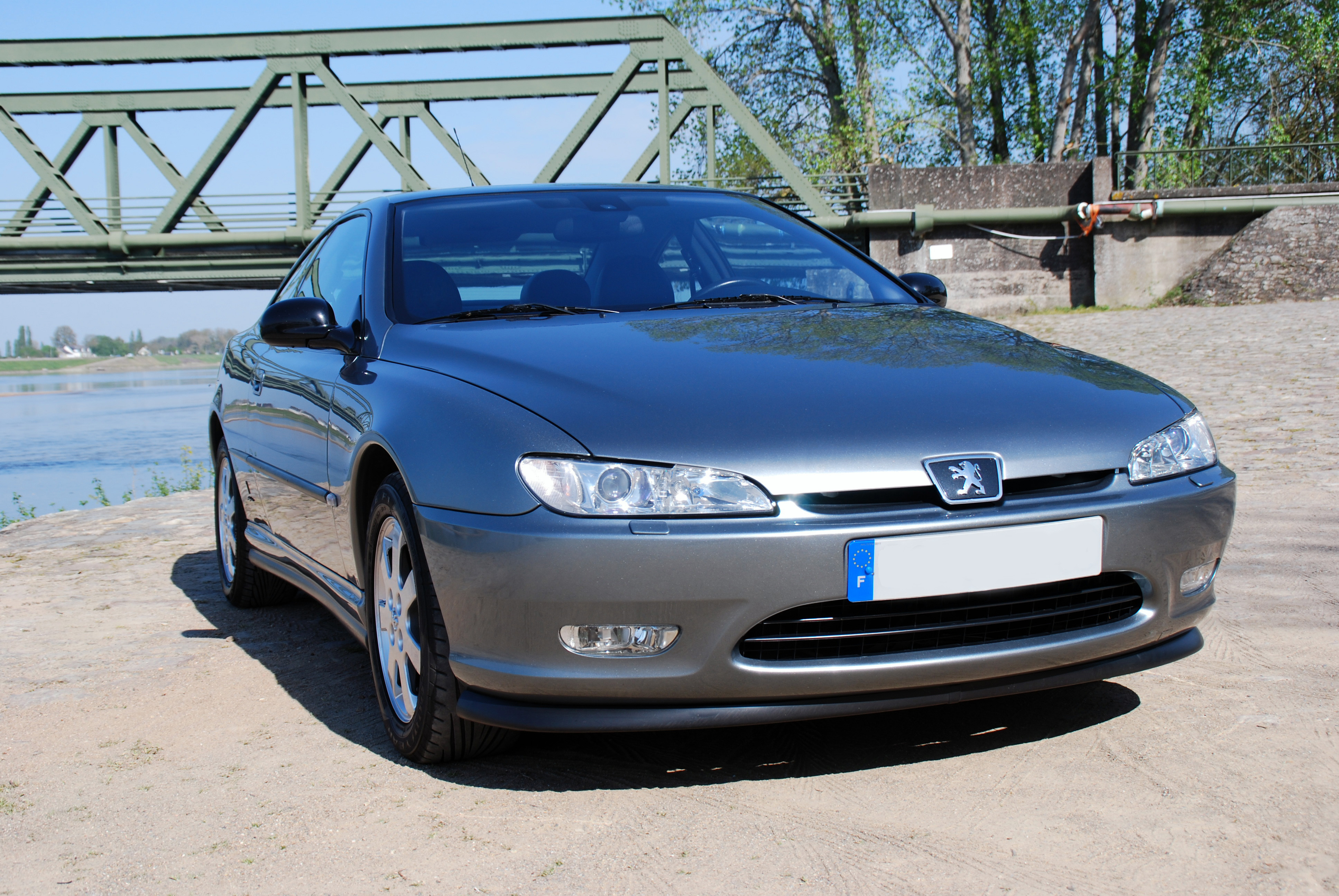
Peueot 406 Coupé (1999–2003) Šedá Hadès
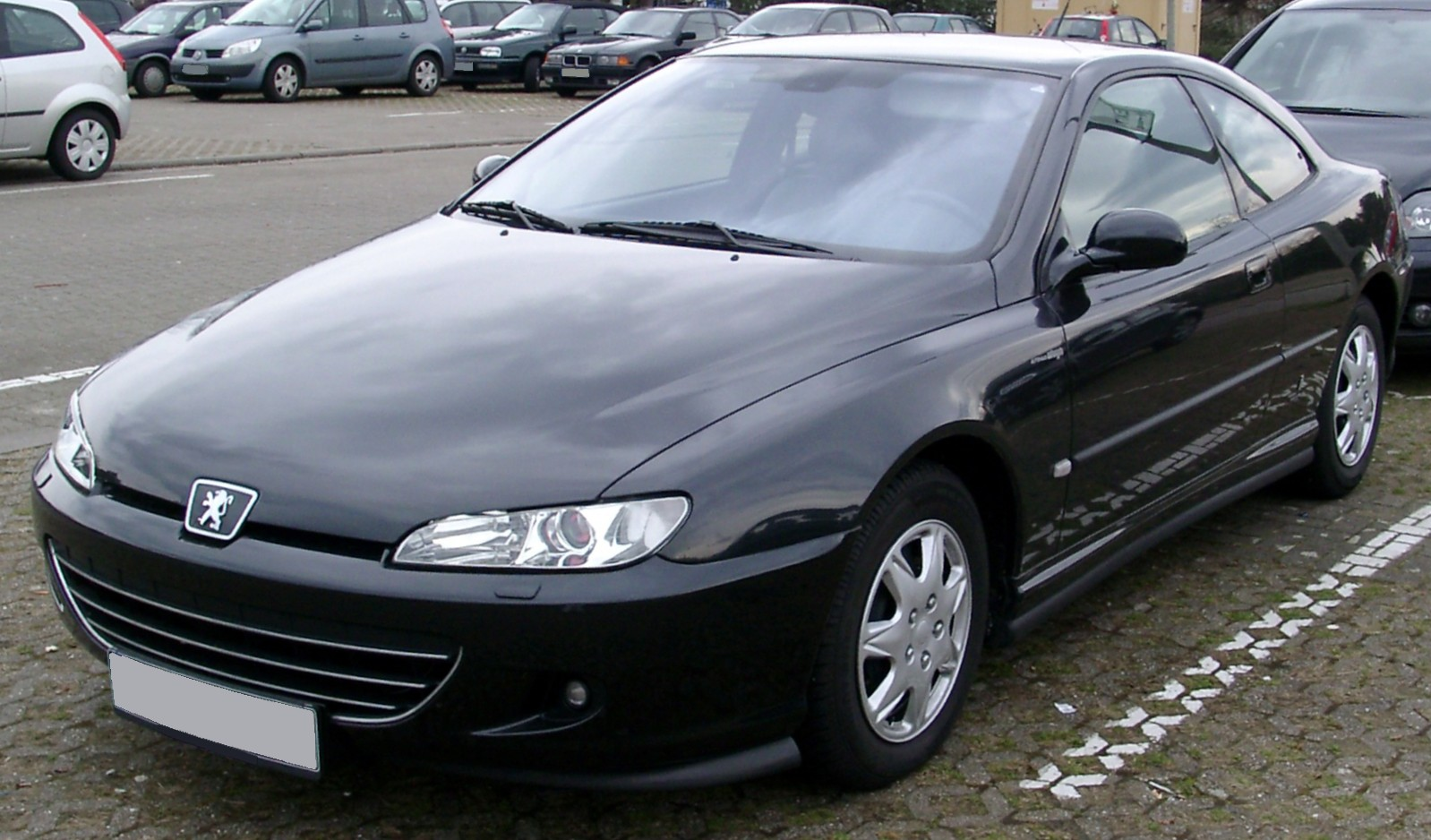
Peueot 406 Coupé (2003–2005) Černá Granit
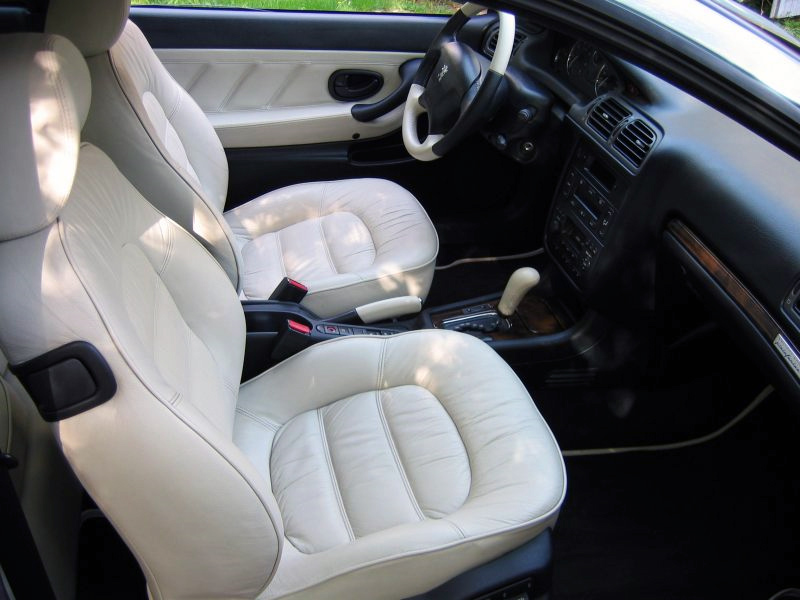
Interiér vozu

### Barvy karoserie
- Šedá Cendré (kód laku: ETS)
- Šedá Thallium (kód laku: EVW)
- Šedá Hadès (kód laku: EZD)
- Šedá Cosmos (kód laku: EYF)
- Modrá Riviera (kód laku: EGS)
- Modrá Hypérion (kód laku: KNX)
- Modrá Byzance (kód laku: EGT)
- Modrá Récif (kód laku: KMF)
- Červená Écarlate (kód laku: EKG)
- Červená Vulcain (kód laku: EKZ, M0KZ)
- Červená Lucifer (kód laku: EKQ)
- Zelená Lugano (kód laku: KQK)
- Zelená Polo (kód laku: KQF)
- Béžová Solstice (kód laku: KCS)
- Žlutá Louxor (kód laku: KBM)
- Černá Granit (kód laku: EXV)

### Ráfky

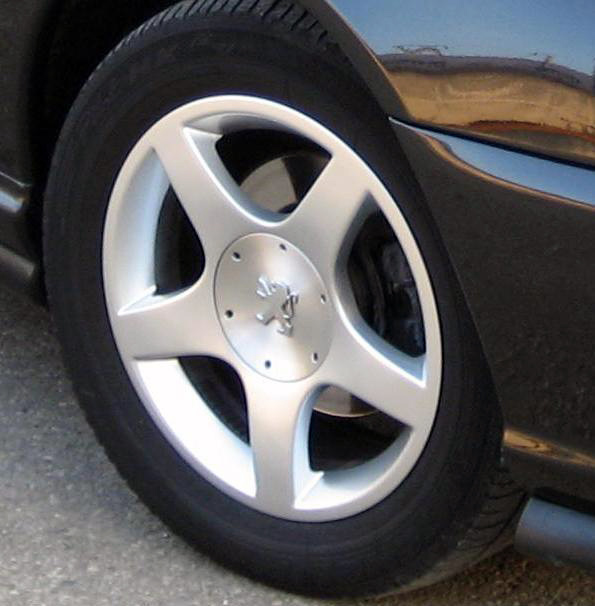
Tacoma 16"
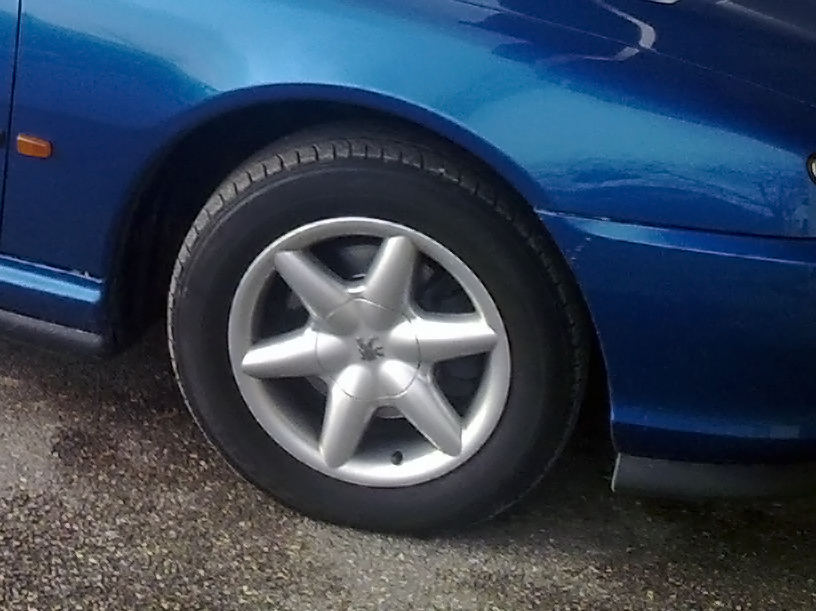
BBS 15" (V6 a HDi 16")
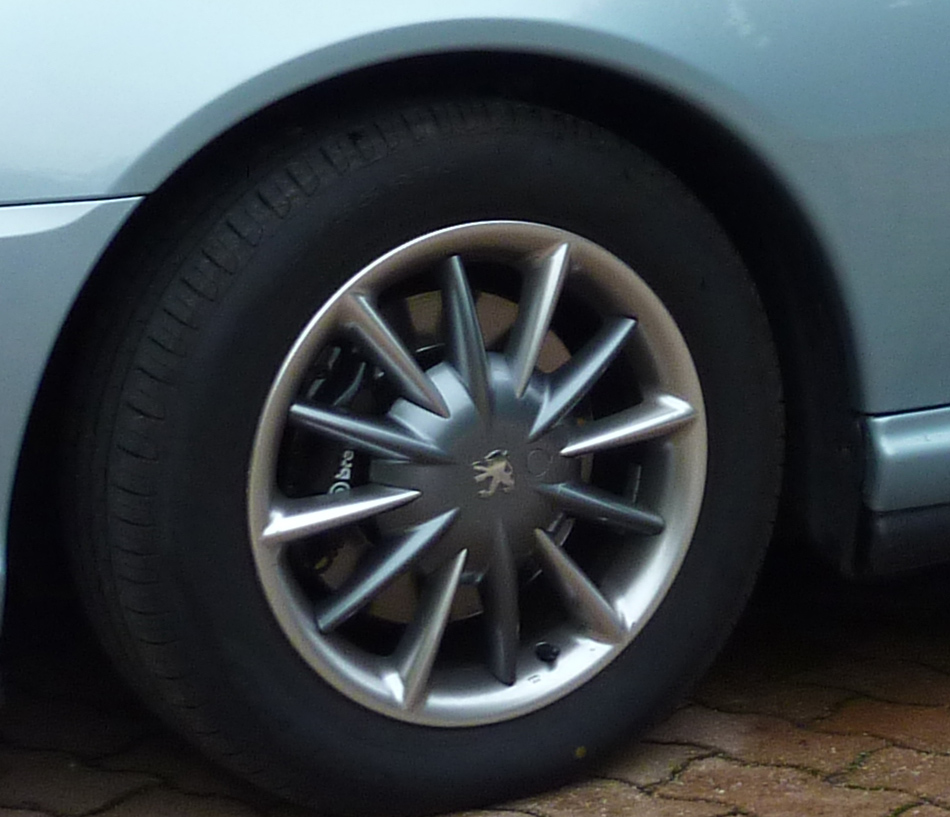
Nautilus 16"
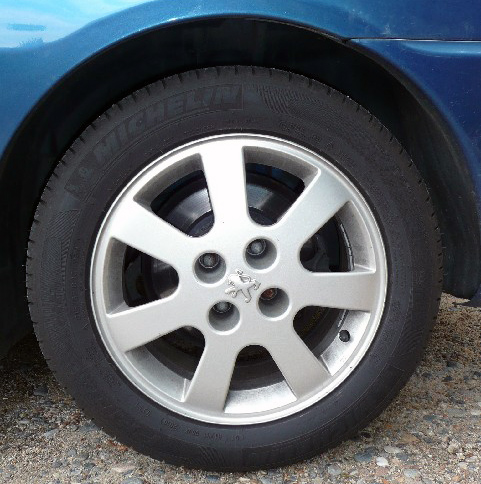
Hoggar 16"

### Technická data

#### Motory
Coupé se nabízelo nejprve s motory 2,0i 16V 97 kW a 3,0i V6 24V 140 kW. Později se objevily nové dvoulitry s výkonem 99 a 100 kW, modernizovaný 3,0i V6 24V s výkonem 152 kW, 2,2i 16V 116 kW a naftový motor 2,2 HDi 16V 98 kW.

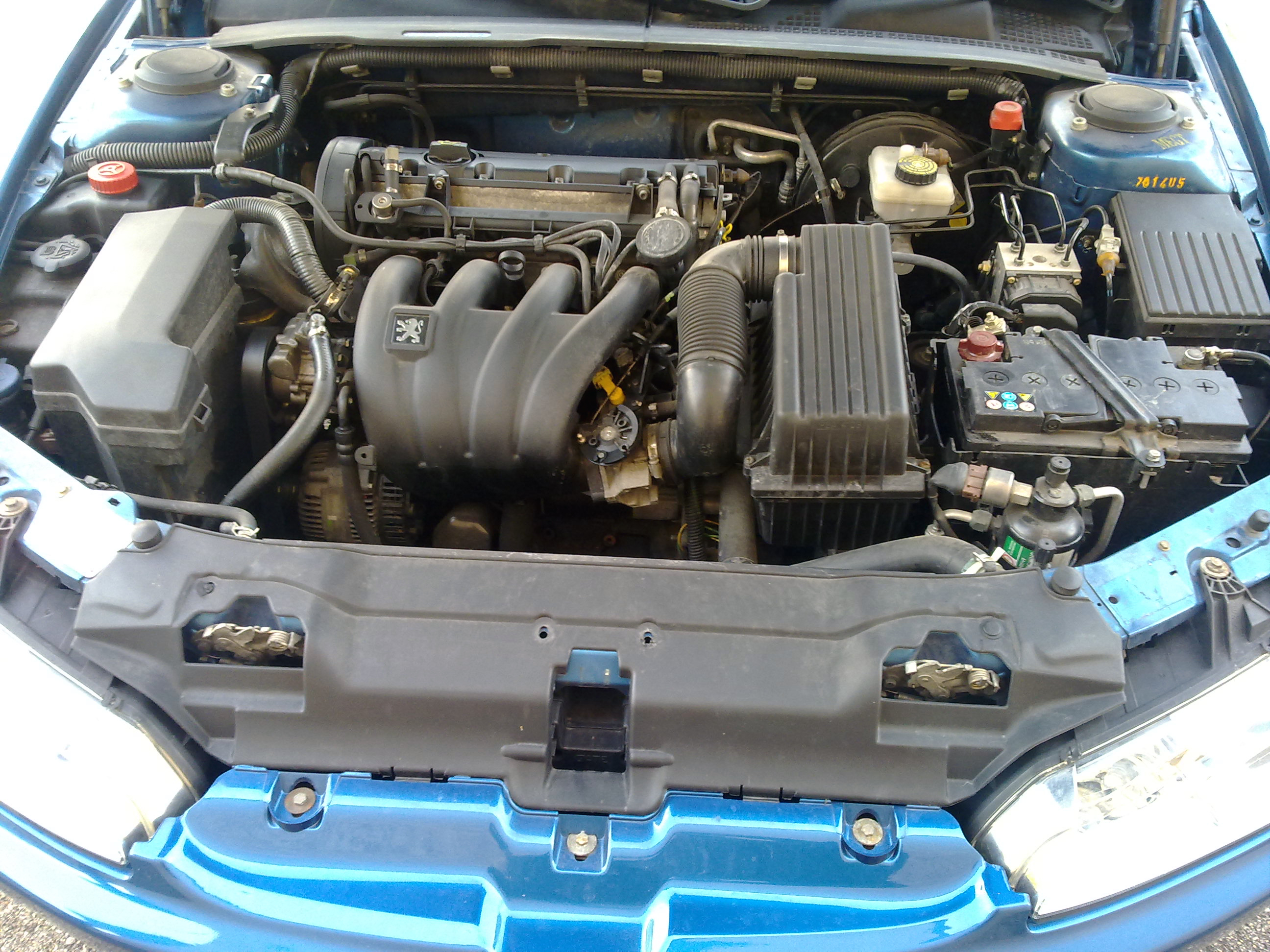
Motor XU10 J4R (RFV)
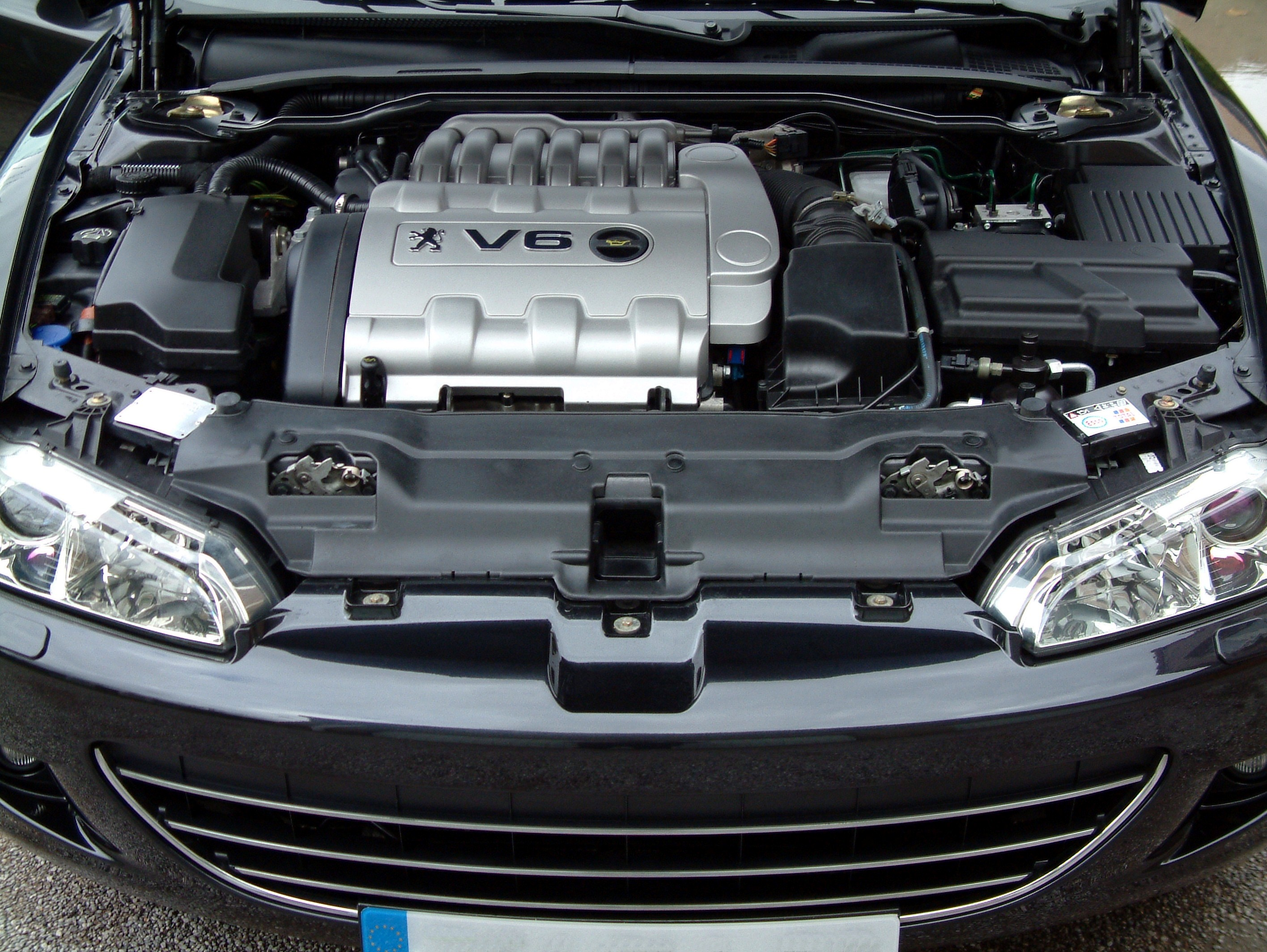
Motor ES9 J4S (XFX)

| Model           | Motorová řada   | Kód motoru      | Počet válců     | Počet ventilů   | Ventilový rozvod | Vrtání × zdvih [mm] | Zdvihový objem [cm3] | Kompresní poměr | Příprava směsi  | Přeplňování     | Doporučené palivo | Max. výkon [kW (k) při ot./min] | Max. točivý moment [Nm při ot./min] |
| Zážehové motory | Zážehové motory | Zážehové motory | Zážehové motory | Zážehové motory | Zážehové motory  | Zážehové motory     | Zážehové motory      | Zážehové motory | Zážehové motory | Zážehové motory | Zážehové motory   | Zážehové motory                 | Zážehové motory                     |
| --------------- | --------------- | --------------- | --------------- | --------------- | ---------------- | ------------------- | -------------------- | --------------- | --------------- | --------------- | ----------------- | ------------------------------- | ----------------------------------- |
| 2,0i 16V        | XU10 J4R        | RFV             | R4              | 16V             | DOHC             | 86,0 × 86,0         | 1998                 | 10,4:1          | MPI             | ne              | BA 95 B           | 97 (132) při 5500               | 180 při 4200                        |
| 2,0i 16V        | EW10 J4         | RFR             | R4              | 16V             | DOHC             | 85,0 × 88,0         | 1997                 | 10,8:1          | MPI             | ne              | BA 95 B           | 99 (135) při 6000               | 190 při 4100                        |
| 2,0i 16V        | EW10 J4         | RFN             | R4              | 16V             | DOHC             | 85,0 × 88,0         | 1997                 | 10,8:1          | MPI             | ne              | BA 95 B           | 100 (136) při 6000              | 190 při 4100                        |
| 2,2i 16V        | EW12 J4         | 3FZ             | R4              | 16V             | DOHC             | 86,0 × 96,0         | 2230                 | 10,8:1          | MPI             | ne              | BA 95 B           | 116 (158) při 5650              | 217 při 3900                        |
| 3,0i V6 24V     | ES9 J4          | XFZ             | V6              | 24V             | 2 × DOHC         | 87,0 × 82,6         | 2946                 | 10,5:1          | MPI             | ne              | BA 95 B           | 140 (190) při 5500              | 267 při 4000                        |
| 3,0i V6 24V     | ES9 J4S         | XFX             | V6              | 24V             | 2 × DOHC         | 87,0 × 82,6         | 2946                 | 10,9:1          | MPI             | ne              | BA 95 B           | 152 (207) při 6000              | 285 při 3750                        |
| Vznětový motor  |                 |                 |                 |                 |                  |                     |                      |                 |                 |                 |                   |                                 |                                     |
| 2,2 HDi 16V FAP | DW12 TED4       | 4HX             | R4              | 16V             | DOHC             | 85,0 × 96,0         | 2179                 | 18,0:1          | DI–CR           | VGT, IC         | NM                | 98 (133) při 4000               | 314 při 2000                        |

#### Provozní vlastnosti
| Model           | Motorová řada   | Kód motoru      | Pohon           | Převodovka      | Zrychlení (0–100 km/h) [s] | Max. rychlost [km/h] | Spotřeba paliva (město / mimo město / kombinovaná) [l/100 km] | Emise CO2 (kombinované) [g/km] | Emisní norma    |
| Zážehové motory | Zážehové motory | Zážehové motory | Zážehové motory | Zážehové motory | Zážehové motory            | Zážehové motory      | Zážehové motory                                               | Zážehové motory                | Zážehové motory |
| --------------- | --------------- | --------------- | --------------- | --------------- | -------------------------- | -------------------- | ------------------------------------------------------------- | ------------------------------ | --------------- |
| 2,0i 16V        | XU10 J4R        | RFV             | přední          | 5° M            | 10,4                       | 205                  | 13,1 / 7,2 / 9,4                                              | 223                            | Euro 2          |
| 2,0i 16V        | XU10 J4R        | RFV             | přední          | 4° A            | 13,5                       | 198                  | 15,9 / 7,9 / 10,9                                             | 259                            | Euro 2          |
| 2,0i 16V        | EW10 J4         | RFR             | přední          | 5° M            | 10,4                       | 208                  | 11,6 / 6,5 / 8,3                                              | 197                            | Euro 2          |
| 2,0i 16V        | EW10 J4         | RFR             | přední          | 4° A            | 12,3                       | 201                  | 12,3 / 6,5 / 8,6                                              | 206                            | Euro 2          |
| 2,0i 16V        | EW10 J4         | RFN             | přední          | 4° A            | 11,4                       | 201                  | 12,3 / 6,5 / 8,6                                              | 206                            | Euro 3          |
| 2,2i 16V        | EW12 J4         | 3FZ             | přední          | 5° M            | 9,7                        | 218                  | 12,8 / 6,5 / 8,8                                              | 210                            | Euro 3          |
| 3,0i V6 24V     | ES9 J4          | XFZ             | přední          | 5° M            | 7,9                        | 235                  | 15,9 / 8,0 / 10,9                                             | 260                            | Euro 2          |
| 3,0i V6 24V     | ES9 J4          | XFZ             | přední          | 4° A            | 9,6                        | 230                  | 15,9 / 8,2 / 11,0                                             | 264                            | Euro 2          |
| 3,0i V6 24V     | ES9 J4S         | XFX             | přední          | 5° M            | 7,8                        | 240                  | 14,4 / 7,4 / 10,0                                             | 238                            | Euro 3          |
| 3,0i V6 24V     | ES9 J4S         | XFX             | přední          | 4° A            | 9,5                        | 232                  | 14,7 / 7,8 / 10,4                                             | 248                            | Euro 3          |
| Vznětový motor  |                 |                 |                 |                 |                            |                      |                                                               |                                |                 |
| 2,2 HDi 16V FAP | DW12 TED4       | 4HX             | přední          | 5° M            | 10,9                       | 208                  | 8,8 / 4,9 / 6,4                                               | 168                            | Euro 3          |

Provozní vlastnosti se mohou mírně lišit v závislosti na výbavě vozu.